# Arthur Murray
Pour les articles homonymes, voir Murray.
Arthur Murray (4 avril 1895 - 3 mars 1991) est un professeur de danse et un homme d'affaires américain, dont le nom évoque surtout celui de la chaîne d'écoles de danse qui porte son nom.
Parmi les élèves de Arthur Murray, on compte des noms comme Eleanor Roosevelt, le duc de Windsor, John D. Rockefeller Jr., Cornelius Vanderbilt Whitney, Barbara Hutton, Elizabeth Arden, Manuel L. Quezon et Jack Dempsey. Au rang des professeurs se trouvait le célèbre évangéliste de la télévision, D. James Kennedy.

## Biographie
Arthur Murray — Moses Teichmann de son véritable nom — naît en Galicie, dans l'Empire austro-hongrois, en 1895. En août 1897, il est emmené aux États-Unis par sa mère Sarah, à bord du S.S. Friesland, et débarque à Ellis Island. Ils s'installent dans Ludlow Street, au Sud de l'East Side de Manhattan, avec son père, Abraham Teichmann. En 1912, à l'âge de 17 ans, il commence à enseigner la danse le soir, tout en travaillant comme dessinateur industriel le jour. Il étudie la danse sous la direction de Irene et Vernon Castle, pour qui il travaille ensuite.
Arthur Murray gagne son premier concours de danse au Grand Central Palace, une salle de danse où il deviendra ensuite professeur de danse à temps partiel, après la fin de ses études.
Rapidement, il enseigne la danse de salon aux habitants de Boston, dans le Massachusetts, à la Devereaux Mansion (le « Manoir Devereaux »), avant de déménager à Asheville, Caroline du Nord. Lorsqu'éclate la Première Guerre mondiale, face à l'hostilité des Américains envers l'Allemagne, il change son nom de Teichmann pour une consonance moins germanique.

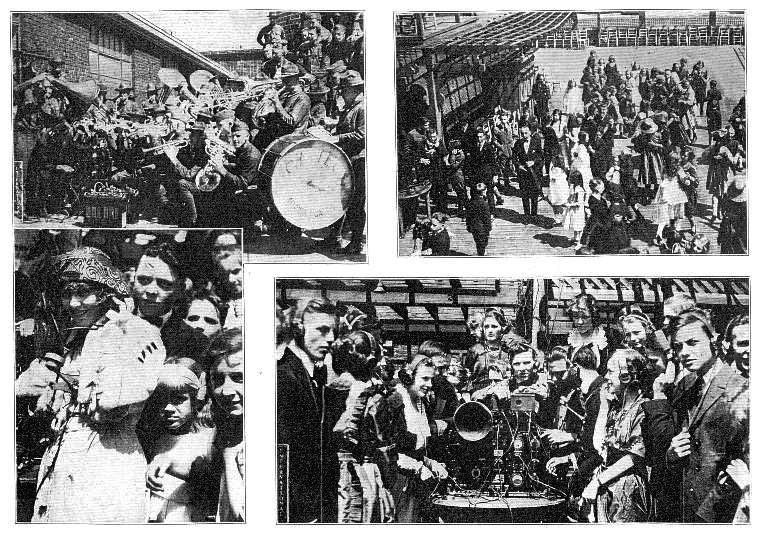
Les « bals par radio » de Arthur Murray en 1920.
Il diffuse à cette occasion Ramblin' Wreck from Georgia Tech (« La délirante catastrophe du Georgia Tech »).

En 1919, il commence à étudier la gestion à Georgia Tech, et il enseigne les danses de salon à Atlanta à l'hotel Georgian Terrace. En 1920, Murray organise, pour la première fois au monde, un « bal par radio » (radio danse) ; un orchestre situé sur le campus du Georgia Tech joue Ramblin' Wreck from Georgia Tech et d'autres chansons, qui sont diffusées par radio à un groupe de quelque 150 danseurs (des étudiants du Georgia Tech, pour l'essentiel) situés sur le toit du Capital City Club, dans le centre d'Atlanta.
Une remarque anodine faite un soir à l'hôtel par William Jennings Bryan va l'inspirer : « Vous savez, j'ai une superbe idée pour en faire un métier profitable : vous leur apprenez à danser du pied gauche, mais vous ne leur dites quoi faire de leur pied droit que quand ils vous paient ! ».
Arthur Murray réfléchit à ce que William Jennings Bryan venait de lui dire, et a la brillante idée d'enseigner des pas de danse très simples avec des diagrammes représentant les pas, qu'il envoie par courrier. En quelques années, il parvient ainsi à vendre plus de 500 000 cours de danse par correspondance.
Le 24 avril 1925, Arthur Murray épouse sa fameuse partenaire de danse, Kathryn, qu'il avait rencontrée à une station de radio dans le New Jersey, et où elle se trouvait dans l'assistance pendant que lui-même diffusait une leçon de danse.
Après leur mariage, les ventes de cours de danse par correspondance deviennent moins populaires, et les Murray ouvrent une école de danse. Leur affaire commence à prospérer, en particulier en 1938 et en 1939, lorsque Arthur Murray repère deux danses peu connues, le Lambeth Walk et le Big Apple, dont il fait les succès du moment. Ils les enseigne dans de grandes chaînes d'hôtels à travers tout le pays, et fait ainsi connaître à tous le nom d'« Arthur Murray ».
Il existe aujourd'hui des centaines d'écoles de danse Arthur Murray à travers le monde, avec des professeurs spécialement formés, qui ont fait d'Arthur Murray le professeur de danse le plus renommé de l'histoire.
Arthur et Kathryn Murray ont des jumelles, Jane et Phyllis. Le 4 juin 1951, Jane épouse le Dr Henry Heimlich, qui deviendra célèbre en 1974 en inventant une méthode de désobstruction des voies aériennes qui porte son nom (méthode de Heimlich). En 1974, Pyllis épouse Edward Irvine « Ted » McDowell, un éducateur.

## Les écoles de danse Arthur Murray

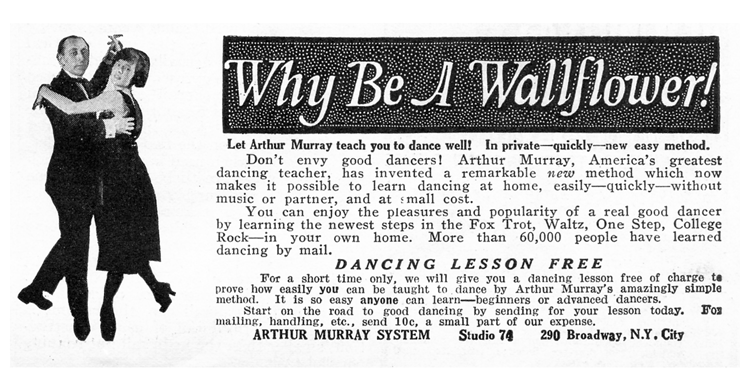
Une publicité de 1922 pour le système d'enseignement de la danse d'Arthur Murray : « Pourquoi diable faire tapisserie ? »

Arthur Murray se lance tout d'abord dans les affaires en vendant des cours de danse par correspondance, en utilisant un kinétoscope. Bien que l'idée remporte un certain succès, il rencontre quelques problèmes, et l'affaire échoue finalement. Sa seconde tentative fait appel à la représentation sur papier des pas de danse, que les candidats-danseurs peuvent placer sur le sol et suivre pour apprendre à danser. C'est au passage une réutilisation inattendue de ses talents de dessinateur industriel. Cette seconde affaire rencontre le succès et prospère durablement.
Sa troisième entreprise, lancée en 1925, implique de vendre sous sa marque des cours de danse en franchise. Il forme des professeurs de danse pour la chaîne d'hôtels Statler, qui vont alors dans divers hôtels pour y donner des leçons. Pour chaque franchise, Arthur Murray perçoit une rémunération.
Cette affaire se développe plus largement en 1938, lorsqu'une école de danse sous franchise Arthur Murray ouvre à Minneapolis, dans le Minnesota. D'autres suivent. Son slogan est simple : « Si vous pouvez marcher, nous vous apprendrons à danser ». Et sa société garantit que les élèves sauront danser au bout de dix leçons.
Le système mis en place par Arthur Murray témoigne d'ailleurs d'un grand sens des affaires. Cela commence dès la sélection des professeurs de danse, dont c'est la capacité à vendre — et non le talent de danseur — qui est testée. C'est ensuite l'idée tôt implantée dans l'esprit des élèves qu'il leur est indispensable d'apprendre une vingtaine de pas dans sept ou huit danses. C'est aussi le système des médailles — or, argent, et bronze — mis en place plus tard, et qui instille chez les élèves un constant désir d'amélioration personnelle propice au développement des affaires.
Tout est fait par ailleurs pour entourer les pas enseignés dans les écoles Arthur Murray d'un aura de mystère, puisque l'on rapporte un exemple où le Gold star manual, le manuel contenant les pas les plus élaborés, était gardé sous clé pour en accroître encore la valeur en tant que source ultime du savoir.

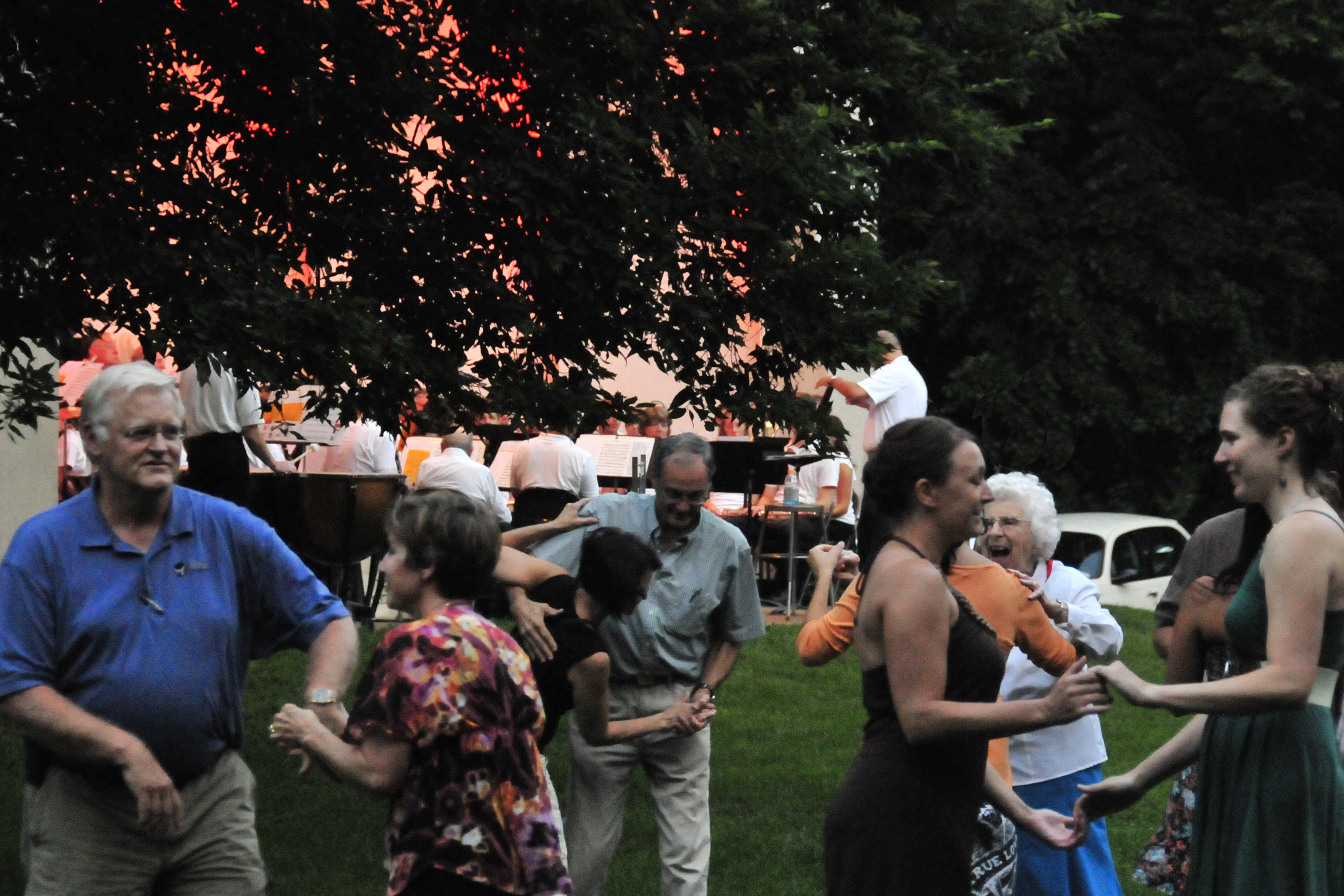

Après la Seconde Guerre mondiale, les affaires de Arthur Murray se développent encore davantage avec l'intérêt croissant que rencontrent les danses latines, et il enseigne et diffuse régulièrement des émissions à Cuba dans les années 1950. Arthur Murray vient ensuite à la télévision avec un programme de danse présenté par sa femme Kathryn Murray, The Arthur Murray Party, diffusé de 1950 à 1960, sur CBS, NBC, DuMont Television Network, ABC, puis de nouveau CBS. Ce programme télévisé constitue une excellente promotion pour les écoles d'Arthur Murray.
Les Murray prennent leur retraite en 1964, même s'ils continuent une certaine activité pour quelque temps encore, y compris quelques apparitions comme invités dans les shows disco Dance Fever de la fin des années 1970.
À cette date, il existe plus de 3 600 écoles de danse portant son nom. En 2007, il existe toujours 220 écoles Arthur Murray en activité.
Les Arthur Murray Dance Studios revendiquent d'être la seconde plus ancienne société de franchise du monde (la première, les restaurants A&W, ont commencé leur activité en 1919).